# Aerogal
Aerogal (Aerolineas Galapagos SA) (mã IATA = 2K, mã ICAO = GLG) là hãng hàng không của Ecuador, trụ sở ở Quito. Căn cứ chính của hãng ở Sân bay quốc tế José Joaquín de Olmedo.

## Lịch sử
Aerogal được thành lập và bắt đầu hoạt động từ năm 1986. Hãng có các tuyến đường chở khách và hàng hóa quốc nội cùng một số tuyến đường quốc tế.

## Các nơi đến
(Tháng 05/2009):
- Ecuador
  - Guayaquil
  - Quito
  - Manta
  - Cuenca
  - đảo Baltra
  - đảo San Cristóbal.
- Colombia
  - Bogotá
  - San Andrés (theo mùa)
- Curaçao
  - Willemstad (theo mùa)
- Hoa Kỳ
  - Miami

Ngày 7.12.2007, Aerogal bắt đầu mở chuyến bay trực tiếp từ Guayaquil tới Miami (Hoa Kỳ). nhưng đã phải tạm ngưng từ tháng 1/2008 vì số hành khách quá ít.

## Đội máy bay
(Ngày 12.7.2008):
- 1 Boeing 727-200
- 9 Boeing 737-200 (2 thuê của Safair)

Tính tới 12.7.2008, tuổi trung bình các máy bay của Aerogal là 24.9 năm().